# 大坪镇 (连南县)
大坪镇，是中华人民共和国广东省清远市连南瑶族自治县下辖的一个乡镇级行政单位。

## 行政区划
大坪镇下辖以下地区：
大坪村、牛路水村、军寮村、大掌村和大古坳村。